# Kerreffekt
Kerreffekt är en optisk effekt upptäckt 1875 av John Kerr. Effekten bygger på att en del fasta ämnen och vätskor blir dubbelbrytande, när de kopplas till ett elektriskt fält. Effekten används bland annat när man försöker skapa optiska datorer. Den nyttjades även vid tidiga TV-sändningar.

## Teknik
Kerreffekten innebär rent tekniskt att brytningsindex för ett ämne ändras som en funktion av kvadraten på den elektriska fältstyrkan.
I den särskilda kerrcellen används denna effekt för att skapa mycket snabba ljuspulser.

## Historik
John Kerr upptäckte 1875 Kerreffekten vid elektrooptiska studier med glas.
Man har använt så kallade kerrceller som snabba ljusrelän i televisionsapparater med mekanisk bildalstring. Dessa lanserades på 1930-talet, då det fanns televisionssändningar på mellan- och långvågsbanden både från Berlin och London. Teknikens användning för film- och TV-ändamål utvecklades av den tyske fysikern August Karolus (1893–1972).
Teknikens användning för TV är kopplad till en roterande skiva med en hålspiral. Ljuset till bilden alstras i enkla apparater med en glimlampa, vars ljus kan direktmoduleras. Eftersom den gav låg ljusstyrka prövade man att ersätta den med en stark vanlig lampa – till exempel en kvicksilverlampa – vars ljusflöde sedan modulerades i takt med tevesändningen av Kerrcellen. Denna cell är nämligen tillräckligt snabb för att reagera på ljusvariationerna i tevebilden, när denna "skannas fram" av hålskivan (vilken för övrigt brukar kallas Nipkowskiva).